# Puch-d’Agenais
Puch-d’Agenais település Franciaországban, Lot-et-Garonne megyében. Lakosainak száma 713 fő (2022. január 1.). Puch-d’Agenais Villeton, Damazan, Monheurt, Razimet, Saint-Léger, Saint-Léon, Villefranche-du-Queyran és Leyritz-Moncassin községekkel határos.

## Népesség
A település népességének változása:
| Lakosok száma | 894  | 794  | 654  | 699  | 708  | 705  | 700  | 681  | 692  | 713  |
|               | 1968 | 1982 | 1990 | 2006 | 2013 | 2015 | 2017 | 2019 | 2020 | 2022 |